# 洞内城
洞内城（ほらないじょう）は、青森県十和田市洞内にあった日本の城。

## 概要
築城時期は不明。城の北側に水田を隔てて砂土路川（さどろがわ）に面し、郭のほぼ中央を道路が横断し、東西160メートル×南北250メートルの規模で北と南の郭に分かれていたようである。北郭内に鎌倉時代に建立したと伝えられている臨済宗法蓮寺がある。
天正19年（1591年）の九戸政実の乱では、九戸政実方の七戸城主七戸家国の攻撃を受けて洞内城は落城。洞内氏は五戸に逃げたと伝えられている。
天正20年（1592年）の『諸城破却書上』には「糠部郡之内 洞内 平城 破 佐藤将監 持分」とあり、破却された。
1994年（平成6年）には県営馬洗場農免農道建設事業に伴って、法蓮寺西側に沿って砂土路川の低地に下る谷が青森県埋蔵文化財調査センターにより発掘調査され、長さ300メートルにおよぶ大規模な堀や土塁、平場（曲輪）が発見された。